# Preto Casagrande
Carlos Eduardo Casagrande, mais conhecido como Preto ou Preto Casagrande (Cascavel, 7 de maio de 1975), é um treinador e ex-futebolista brasileiro que atuava como volante. Atualmente está sem clube.
O famoso apelido foi dado pela avó materna.

## Carreira como jogador
Revelado nas categorias de base do Vasco, em 1994, não se firmou e se transferiu para o Olaria em 1996.
Ainda sem mostrar serviço, chegou ao EC Vitória em 1997. No rubro-negro baiano, foi destaque no bicampeonato nordestino, em 1997 e 1999, e nos dois títulos estaduais nestes mesmos anos.
Chamou a atenção de diversos clubes e foi contratado pelo Vitória de Guimarães, em 2000. Não permaneceu muito tempo em Portugal e retornou ao Brasil para defender o Bahia, arquirrival do clube que lhe projetara.
No Tricolor de Aço, foi outra vez bicampeão da Copa do Nordeste e uma vez campeão baiano e levou a Bola de Prata em 2001 como melhor volante do Campeonato Brasileiro daquele ano.
Em 2002, após uma passagem pelo Atlético Paranaense, voltou ao Bahia para participar da campanha que rebaixaria o tricolor à Série B.
Ainda valorizado, jogou pelo Santos em 2004, onde foi campeão brasileiro vestindo a mística camisa 10.
Foi contratado pelo Fluminense, em 2005, para participar do Carioca, do qual foi campeão e do vice-campeonato da Copa do Brasil. Disputou 39 jogos e fez 4 gols com a camisa tricolor.
Após uma passagem pelo Fortaleza, retornou ao Leão para participar da promoção do time baiano à Série B, em 2006.
Teve outro retorno no ano seguinte ao Bahia.
Encerrou sua carreira de futebolista no Volta Redonda, em 2009 aos 34 anos.

## Carreira como treinador
Em fevereiro de 2016, foi anunciado como novo auxiliar-técnico do EC Bahia. Em 31 de julho de 2017 foi designado como técnico interino do clube após a demissão do técnico Jorginho. Após cinco jogos como interino, foi efetivado em 30 de agosto de 2017. Porém, após maus resultados e pressões da torcida, acabou sendo demitido após quatro jogos em 3 de outubro de 2017. No total, como interino e como treinador efetivo, Preto comandou o Bahia em 9 partidas e teve aproveitamento de 44,4% - conquistou 12 pontos.
Demitido como treinador, voltou a ser auxiliar do Bahia em outubro do mesmo ano. Em dezembro de 2017, deixou o Bahia.

## Vida pessoal
É primo do também treinador Caio Júnior, vítima do acidente do Voo LaMia 2933.

## Títulos

### Como jogador
Vitória
- Campeonato Baiano: 1997
- Copa do Nordeste: 1997 e 1999

Bahia
- Campeonato Baiano: 2001
- Copa do Nordeste: 2001 e 2002

Santos
- Campeonato Brasileiro: 2004

Fluminense
- Campeonato Carioca: 2005
- Taça Rio: 2005